# Red Bull Racing RB17

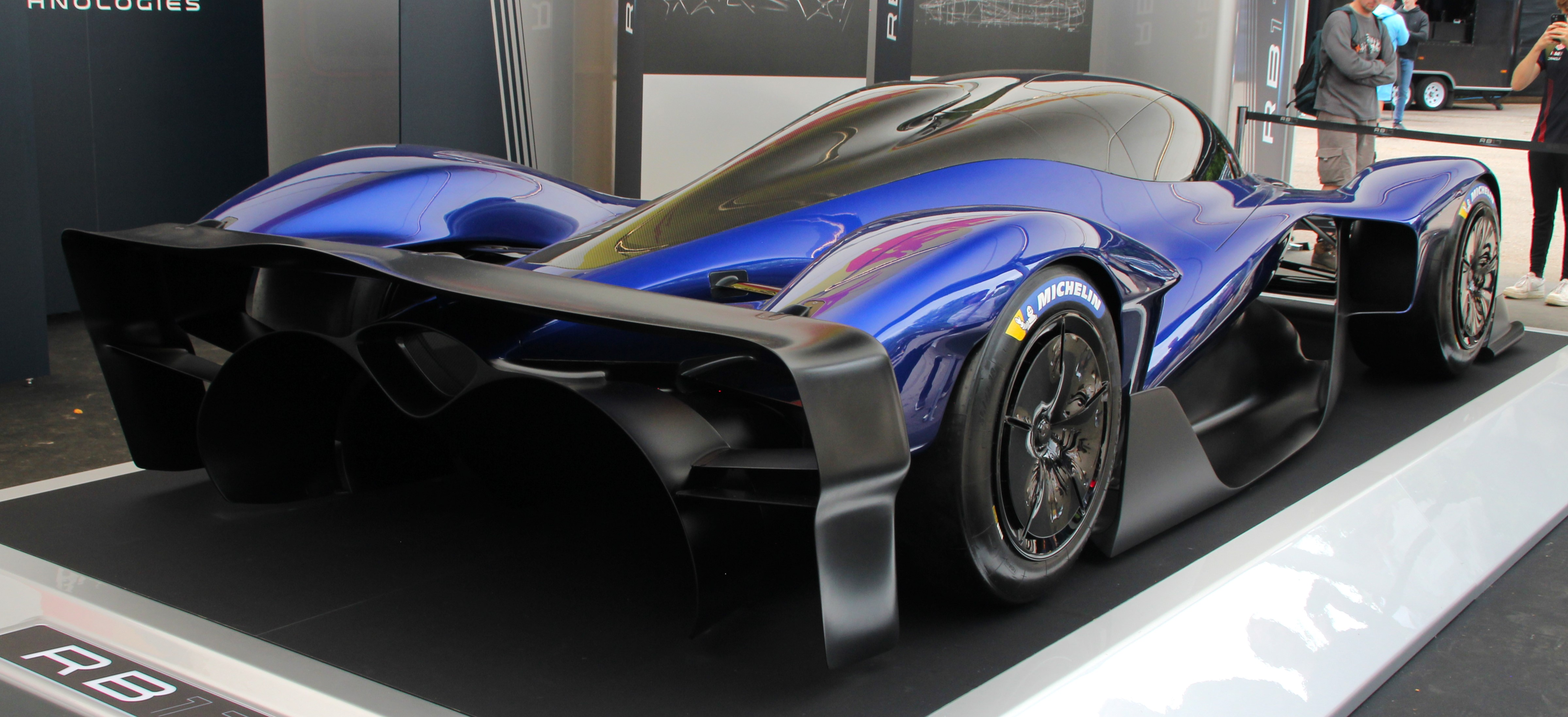
Heckansicht

Der Red Bull Racing RB17 ist ein Supersportwagen ohne Straßenzulassung und ohne FIA-Homologation mit Hybridantrieb des im britischen Milton Keynes ansässigen Formel-1-Rennstall Red Bull Racing. Er wurde von Adrian Newey, der bereits den Aston Martin Valkyrie entwickelt hatte, von Grund auf neu konstruiert.

## Technik
Der Red Bull Racing RB17 ist als Hybrid-Sportwagen mit Mittelmotor konstruiert. Als Verbrennungsmotor kommt ein bis zu 15.000/min drehender 4,5-Liter-V10-Saugmotor von Cosworth zum Einsatz, der rund 735 kW (1.000 PS) leistet und 150 kg schwer ist. Um die 1000 PS des Verbrennungsmotors zu erreichen, war ursprünglich ein Twin-Turbo-V8-Motor vorgesehen. Über die hohe Drehzahl von 15.000/min und pneumatischen Ventilfedern (anstelle von Ventilfedern aus Stahl) war es jedoch möglich, diese Leistung auch aus einem Saugmotor zu generieren, was allerdings die Haltbarkeit negativ beeinflusst.
Zusammen mit der Leistung des kleinen Elektromotors (147 kW (200 PS)) werden so mehr als 882 kW (1200 PS) Gesamtleistung über das sequenzielle 6-Gang-Getriebe (in einem CFK-Gehäuse) von Xtrac an die Hinterachse übertragen. Dabei soll das Leergewicht bloß 900 kg betragen, was ein Leistungsgewicht von 0,75 Kilogramm pro PS ermöglicht. Die Höchstgeschwindigkeit wird mit 350 km/h angegeben. Kleinere Wartungsarbeiten sollen im Hauptquartier von Red Bull, bei einem lokalen Servicezentrum oder sogar am Standort des Kunden durchgeführt werden können; größere – alle 8.000 Kilometer – hingegen ausschließlich im Hauptquartier des Unternehmens.
Das Monocoque besteht aus kohlenstofffaserverstärktem Kunststoff. Die Form der Karosserie, des Front- und Heckflügels sowie des Unterbodens erinnern stark an eine Mischung aus Le-Mans-Prototyp und Formel-1-Rennwagen. Bei 250 km/h soll das Fahrzeug 17 kN (umgangssprachlich: 1.700 Kilogramm) Abtrieb produzieren. Gebremst wird mit Carbon-Bremsscheiben – nicht wie sonst bei Supersportwagen üblich mit Carbon-Keramik-Bremsscheiben –, auf der Hinterachse betätigt durch ein Brake-by-Wire-System. Zur aerodynamischen Ausstattung gehören zudem voll verkleidete 18-Zoll-Felgen, die mit Michelin-Slicks bezogen werden.
Am 12. Juli 2024 wurde der Red Bull Racing RB17 im Rahmen des Goodwood Festival of Speed vorgestellt.
Die Tests des Autos finden 2025 statt, somit sollten die ersten Kundenauslieferungen 2026 beginnen. Gebaut werden 50 Exemplare, der Preis soll rund sechs Millionen Euro betragen und die Serie ist bereits ausverkauft. Ein Exemplar wird bei Adrian Newey verbleiben.

## Technische Daten
|                                      | Red Bull Racing RB17                  |
| ------------------------------------ | ------------------------------------- |
| Bauzeitraum                          | ab 2025                               |
| Motorbauart                          | Zehnzylinder-V-Motor + Elektromotor   |
| Hubraum Ottomotor                    | 4500 cm³                              |
| Leistung Ottomotor                   | 735 kW (1000 PS) bei über 10.000/min  |
| Spezifische Leistung (Literleistung) | 163,4 kW/l (222,2 PS/l)               |
| Leistung Elektromotor                | 147 kW (200 PS)                       |
| Leistung Ottomotor + Elektromotor    | 882 kW (1200 PS)                      |
| Antrieb                              | Hinterrad                             |
| Getriebe                             | Sequenzielles 6-Gang-Getriebe         |
| Bremsen                              | innenbelüftete Carbon-Scheibenbremsen |
| Höchstgeschwindigkeit                | 350 km/h (elektronisch abgeregelt)    |
| Leergewicht                          | 900 kg                                |
| Reifentyp                            | Michelin-Slicks                       |

## Konkurrenzumfeld
- Aston Martin Valkyrie AMR Pro
- Ferrari FXX K und Ferrari FXX K Evo
- Bugatti Bolide
- Lamborghini Essenza SCV12
- McLaren Solus GT
- McLaren Senna GTR